# Damon Williams
Damon Kion Williams (Washington, 1973. december 12. –) amerikai kosárlabda-játékos. Jelenleg is aktív 201 cm, 91 kilós játékos a finn Tampereen Pyrintö-ben játszik.
2001/2002-es szezonban fordult meg Magyarországon és ebben az időszakban játszott az Albacomp csapatában.
- Colorado St. Pueblo főiskolán diplomázott
- NCAA-t is megjárt játékos a Southern Colorado-ban is játszott

NBA csapat helyett inkább Európát választotta és európai karrierje kezdetén Finnországban játszott.

## Klubjai
- 1999-2001 Pyrbasket
- 2001-2002  Albacomp
- 2002-2003 Bignami Castelmaggiore
- 2003-2004 Robur Osimo
- 2004-2005 Air Avellino
- 2005-2006 Biella
- 2006-2007 Snaidero Undine
- 2007-2008 Tampereen Pyrintö